# Северный мост (Воронеж)
Се́верный мост — автомобильно-трамвайный мост в городе Воронеже через Воронежское водохранилище.
Мост двухуровневый, железобетонный. Построен к 400-летию Воронежа — в 1986 году. Длина — 1800 метров. Мост соединяет Железнодорожный район в районе улицы Остужева и Центральный район в районе центрального парка. Оценочная стоимость работ, проведенных при строительстве моста, в ценах 1985 года составила 20,3 млн рублей.
Мост закладывался с перспективой строительства скоростного рельсового транспорта (лёгкого метрополитена или скоростного трамвая).
На правом берегу у моста расположена двухуровневая автомобильно-железнодорожная развязка.
В 2003 году на правом берегу открыто движение по дороге, имеющей выход на Северный мост и сокращающей путь из Коминтерновского района в Железнодорожный. Эстакада неофициально именуется «Дорогой в никуда».
В 2011 году на правом берегу воронежского водохранилища была открыта отреконструированная набережная Массалитинова, соединившая Северный и Чернавский мосты города по кратчайшему пути следования.
В 2013 году в ходе рейда, проводимого журналистами газеты «Комсомольская правда» совместно с представителями ВГАСУ, выяснилось, что по мнению специалистов, автомобильный ярус моста нуждается в ремонте: «опорные ригели Северного моста подвергаются интенсивному разрушению водными потоками через сквозные проломы в швах». Рекомендовано по итогам рейда провести необходимые ремонтные работы.
На Северном мосту снимался эпизод фильма Мужская женская игра[значимость факта?].

## Трамвайная линия
В период с декабря 1985 года по январь 2008 года верхний ярус моста использовался для пассажирского движения городского трамвая. Запуск трамвайного движения на Северном мосту состоялся раньше, чем автомобильного. Пассажирское движение по линии было открыто трамвайным вагоном Tatra T3 по маршруту № 16. Далее в разное время по мосту проходили маршруты № 2, 5, 7, 16, 21. В начале 1990-х здесь же проходил маршрут трамвая-кафе.
В период 1989—2002 гг. маршрут № 16 обслуживался трамвайными вагонами Tatra T6B5, самыми современными с технологической точки зрения трамваями из когда-либо эксплуатирующихся в городе Воронеже.
С января 2008 года верхний ярус был выведен из эксплуатации в связи с аварийным состоянием трамвайных вагонов, а единственный сохранившийся к тому времени маршрут № 7, чья линия проходила через мост, был сокращен до конечной станции «Вокзал „Воронеж 1“». Позднее с верхнего яруса неизвестными была украдена часть контактной сети. В июле 2008 года сотрудниками службы контактной сети демонтированы остатки токонесущего провода с верхнего яруса моста и прилежащих к нему перегонов.
Согласно генеральному плану города, принятому в 2008 году, предполагается использовать верхний ярус для запуска легкого метро. Компания «Мостгеоцентр», представившая проект строительства линий легкого рельсового транспорта, предлагает использовать для организации маршрутной сети верхний ярус моста.
После закрытия трамвайного движения на верхнем ярусе моста с течением времени пришла в упадок существующая пешеходная дорожка, которая длительное время не ремонтировалась. Случаи обвала её бетонных элементов на проезжающие внизу автомобили освещались журналистами местных средств массовой информации.

В настоящее время (2022 год) отмечаются случаи кражи элементов крепления рельсов к шпалам, а также их соединений неизвестными лицами. Часть рельсов сброшена с мест установки, часть также вывезена в неизвестном направлении.